# Lieferplan
Ein Lieferplan ist ein Rahmenvertrag, innerhalb dessen zwischen Kunde und Lieferant festgelegt wird, in welchem Zeitraum welche Produkte in welchen Mengen zu liefern sind. Die Einteilung dieser Lieferungen nennt man Lieferabrufe oder Feineinteilung.
In diesem Zusammenhang wird aus Sicht eines Unternehmens zwischen Beschaffungslieferplan und Vertriebslieferplan unterschieden: Ein Beschaffungslieferplan wird zwischen dem Unternehmen und seinen Lieferanten abgeschlossen, während ein Vertriebslieferplan eine entsprechende Rahmenvereinbarung des Unternehmens mit seinen Kunden darstellt.
Im Kontext der Automatisierung von Geschäftsbeziehungen zwischen Unternehmen mittels EDI wird unter einem Lieferplan eine elektronische Nachricht verstanden, die einen konkreten Lieferplan über einen gewissen Zeitraum beinhaltet, und damit eine Vorhersage über Lieferabrufe bildet. Im Standard UN/EDIFACT ist das zum Beispiel die Nachricht Delivery Schedule Message (UN/EDIFACT D97A Message DELFOR).